# Stanley Spencer
Stanley Spencer (ur. 30 czerwca 1891 w Cookham, zm. 14 grudnia 1959 w Cliveden (Buckginghamshire)) – angielski malarz.

## Życie i twórczość
Artysta był silnie związany z rodzinnymi stronami i przez całe życie pozostawał ważną osobistością swojego miasteczka. Już podczas nauki w Slade School of Fine Art Stanley Spencer zdobył przydomek Cookham. Atrakcyjne położenie na brzegu Tamizy zapewniały mu nie tylko inspirację, ale także plenery, które odpowiadały bardzo osobistemu podejściu do sztuki. Oryginalne, charakterystyczne obrazy ukazujące miasteczko jako raj na ziemi łączyły w sobie duchowość z ziemską swojskością. Do najsłynniejszych z tych prac należy Rezurekcja w Cookham (1924-27), radosna, przejmująca wizja dnia sądu ostatecznego odbywającego się na lokalnym przykościelnym cmentarzu.
Podczas I wojny światowej Spencer został wcielony do wojska. Początkowo służył jako szpitalny sanitariusz, potem jako zwykły żołnierz w Macedonii. Doświadczenia te stały się fundamentem murali wykonanych dla Sandham Memorial Chape w Burghclere (Hapshire). W czasie II wojny światowej otrzymał zlecenie namalowania stoczni w Port Glasgow w Szkocji. Dopiero później powrócił do tematu zmartwychwstania.
Elementy autobiograficzne przewijają się w całej twórczości Spencera, ich wyboru autor dokonywał według swej osobistej skali ważności. Zaabsorbowanie miłością religijną i cielesną zaowocowało niedokończonym (chociaż ambitnym) projektem zwanym Chrch-House lub Chapel of Me. Ok. 1937-1938 powstało Piękno miłości, odważna erotycznie seria obrazów, które przedstawiają ekscentryczne, niedobrane fizycznie pary. Spencer malował także intymne, naturalistyczne portrety swojej rodziny i własne, jak Double Nude Portrait: The Artist and His Second Wife (1937), mimo że ludzkie postacie w większości jego prac są naiwnie stylizowane.

## Główne dzieła
- Travoys Arriving with Wounded Soldiers at a Dressing Station at Smol, Macedonia, 1919 (Imperial War Museum, Londyn)
- Rezurekcja w Cookham, 1924-27 (Tate Collection, Londyn)
- Double Nude Portrait: The Artist and His Second Wife, 1937 (Tate Collection, Londyn)
- Piękno miłości, ok. 1937-38 (kilka kolekcji, w tym m.in. Stanley Spencer Gallery, Cookham)
- Wioska w niebie, 1937 (Manchester City Art Gallery, Manchester)
- Shipbuilding on the Clyde, 1940-46 (Imperial War Museum, Londyn)